# الکساندر کراسوتف
الکساندر کراسوتف (روسی: Олександр Олександрович Красотов؛ ۵ مهٔ ۱۹۳۶ – ۵ اکتبر ۲۰۰۷) آهنگساز، و مربی موسیقی اهل اوکراین بود.